# Global Forecast System

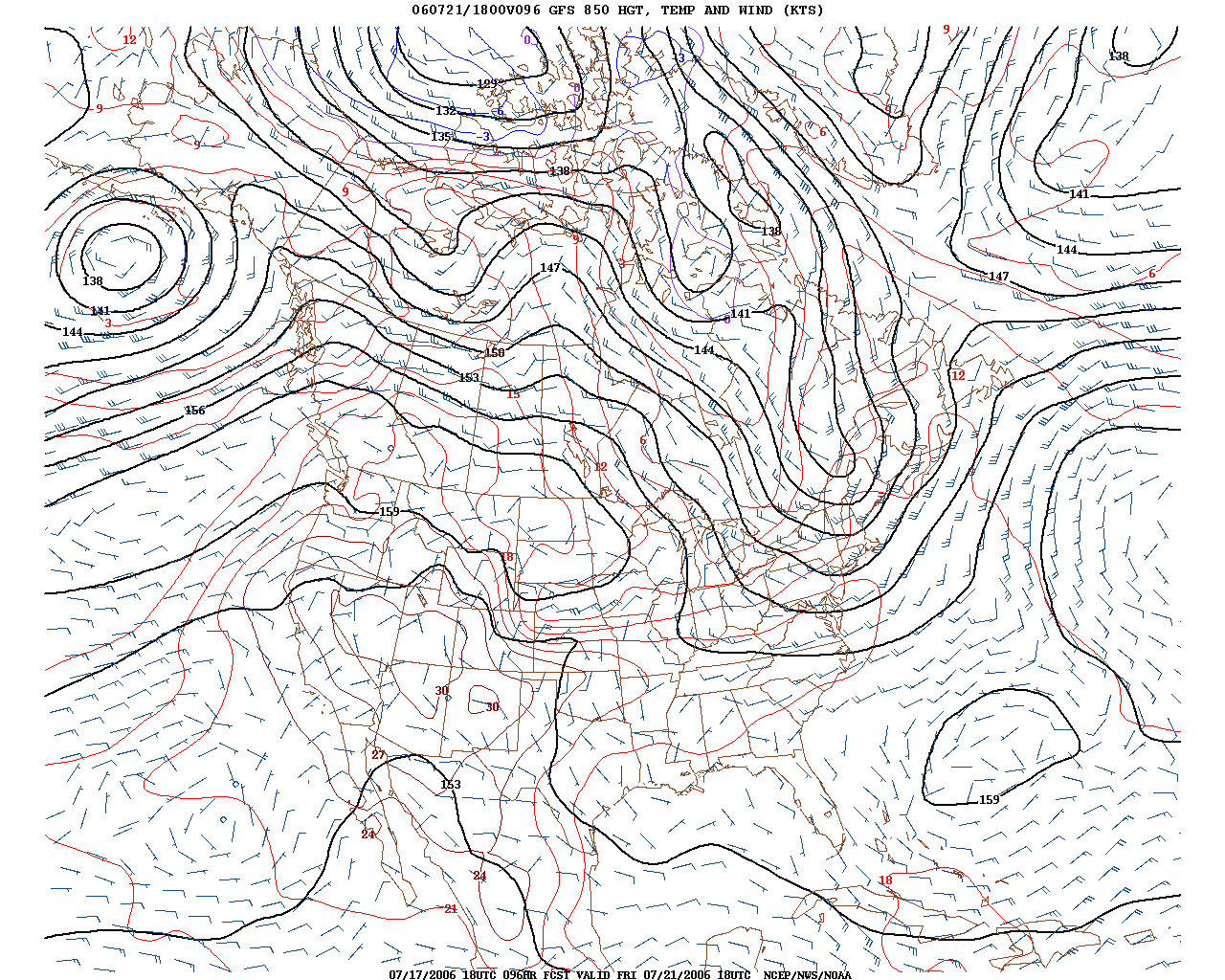
GFSによる予報の例。この例は850ヘクトパスカル面におけるジオポテンシャル高度と温度の96時間予報である。

Global Forecast System (GFS) はアメリカ国立気象局 (National Weather Service) が行っている全球モデルと変分法解析を用いた全球の数値予報システムである。

## 運用
数値モデルは1日に4回実行され、気象予報の結果は16日先まで作成される。しかし10日後以降の空間分解能は減少する。一般に、予報精度は(他の数値気象予報モデルを使ったとしても同じように)時間経過に従って低下し、長期予報においては大スケールの現象のみが大きな精度を保てる。一般に利用されている総観気象学の中距離空間範囲のモデルとして最も有力なものの一つである。

### 原理
GFSモデルは水平解像度約13 kmで0から16日までの3次元の有限体積法を用いたモデルである。鉛直方向は127層に分割されており、中間圏界面(約80 km)まで広がっている。時間方向には最初の120時間は1時間ごと、10日目までは3時間ごと、16日目までは12時間ごとに出力されている。GFSの出力結果は出力統計モデルを作成するためにも使われている。

### 変動
メインの数値モデルに加えて、GFSは低解像度の30種類(対照実験モデルと運用モデルを含めると31種類)のアンサンブル予報の基盤にもなっており、
これらのモデルは運用モデルと同時進行で実行され、同じ時間スケールで利用可能である。
このアンサンブル予報はGEFS(全球アンサンブル予報システム)と呼ばれている。
GEFSはカナダの全球環境マルチスケールモデル(Global Environmental Multiscale Model; GEM)の
アンサンブル予報と組み合わせて、北アメリカアンサンブル予報システム(North American Ensemble Forecast System; NAEFS)を構成している。

## 利用
アメリカ政府によるほとんどの著作物と同じく、GFSデータは著作権がなく、米国法の規定によってパブリックドメインとして自由に利用することができる。
そのため、このモデルは数多くの民間企業、商業利用など諸外国の気象会社の予測の基盤として利用されている。

## 精度
2015年まで、GFSモデルは他の全球気象モデルに精度が劣っていた。
顕著な例として、2012年に発生したハリケーン「サンディ」に関する予報の事例がある。
GFSモデルの予報では上陸する4日前まで海に出ると予報が誤っていたのに対し、
ヨーロッパ中期予報センターのECMWFモデルの予報では7日前までに上陸することを正しく予報していた。
この原因の多くはアメリカ国立気象局における計算機資源の限界によるものだとされている。
これを受けてアメリカ国立気象局では新たなスーパーコンピュータを導入し、計算能力が776テラFLOPSから5.78ペタFLOPSに上昇した。
2017年7月19日12時(UTC)の計算から、GFSモデルはアップグレードされた。
近い時期にアップグレードされたECMWFとは異なり、新しいGFSは前のバージョンと比べて熱帯域やその他の地域において挙動がわずかに異なっている。
このバージョンはマッデン・ジュリアン振動やサハラ大気層の変数をより精度よく表すことができる。
2018年には、処理能力が再び8.4ペタFLOPSに引き上げられた。2010年代初期に、代替モデルとなる可能性のある異なる力学を用いた流れ追従型有限体積正20面体モデル（flow-following, finite-volume icosahedral model; FIM）をテストしたが、GFSに対する実質的な改善を示さなかったため、2016年頃にそのモデルを放棄した。
2019年には、GFSのメジャーアップグレードが行われ、GSM（グローバルスペクトルモデル）から新しいFV3力学コア（Finite-Volume Cubed-Sphere Dynamical Core）に変換された。水平解像度及び鉛直解像度は変更されなかったが、これが現在のUFS（Unified Forecast System）の基盤となった。
2021年3月22日、NOAAはGFSモデルをアップグレードし、WaveWatch III全休波浪モデルと結合した。これにより、GFSの鉛直解像度は64層から127層に増え、予報日数が10日から16日に伸びた。GFSv16のアップグレードは、当時最も正確な全球気象モデルと考えられていたECMWFのモデルとの精度差を縮めるのに十分なものになるだろうと期待する気象学者もいた。

## 新しい力学コア
2019年6月12日、数年間にわたるテストの後、NOAAはGFSを新しい力学コア、GFDL有限体積立体球力学コア（FV3）でアップグレードした。これは初期バージョンのGFSから使われてきたスペクトル法の代わりに有限体積法を用いたものである。GFSの名称を継承し、FV3GFSという名前で最初に開発されたモデルは、2019年9月まで以前のバージョンのGFSとともに実行され続けた。FV3ベースのGFSの初期テストは、以前のバージョンのGFSの大規模スケールの予測能力とハリケーントラック精度を改善し、有望であることを示した。

## GFSの特徴
FV3GFSの初期運用が完了したことで、NOAAの環境モデリングセンター（Environmental Modeling Center, EMC）の全球モデリングの目標は、次のGFS（v16）アップグレードの開発に移りました。このアップグレードには、鉛直解像度の倍増（64層から127層）、より高度な物理、データ同化システムのアップグレード、統一予報システム（Unified Frecast System, UFS）コミュニティモデルを使ったNCEPの全球波浪モデルとの結合が含まれます。GFSv16は2021年3月22日に実装された。
2020年9月23日、NCEPにおける最初の全球UFSアプリケーションが全球アンサンブル予報システム（GEFS v12）に実装された。このアップグレードの構成要素は以下の通り。
- GEFSの大気コンポーネントにFV3グローバルモデル（GFS v15と同じバージョン）を使用
- 水平解像度を25kmに増加
- 予測期間を10日から16日に延長
- メンバー数を21から31に増加
- GEFSの大気コンポーネントをNCEP全球波浪モデルにカップリング
- エアロゾル予測のために、32番目のメンバーを5日間（GEFS-Aero）実行、GOCART（GSD-Chem）に基づくインラインエアロゾル表現

この実装は、NCEPで最初のグローバルスケール結合システムであり、以前のスタンドアローンの全球波浪アンサンブルとNEMS GFS Aerosol Component (NGAC)システムに取って代わるものなっている。詳細は、EMCモデル評価グループGEFS v12のウェブサイト、EMC GEFSのウェブページ、EMC GEFS-Aerosolのウェブページを参照のこと。